# 菊花纹章
菊花紋章（日语：菊花紋章）是指將菊花圖像化的菊紋，特指以花中心部分圖案化的家紋。也會被稱為“菊花紋”或“菊之御紋”。而單純說“菊紋”的時候，可能是指莖、葉、花的組合或某一部分的圖案化。由於日本皇室採用該類紋章的變體「十六葉八重表菊」做為家紋，因此菊花紋章常被視作實際上的日本國徽。在收納《大日本帝國憲法》和《日本國憲法》原件的木盒上、以及日本護照的封面上，也置有菊花紋章。

## 簡介
在日本歷史上，最多被用於紋章的花是蓮。從飛鳥寺等飛鳥時代的遺跡中出土了許多各種設計的蓮紋文軒圓瓦。
觀賞用的菊花是在奈良時代自中國大陸引進。相傳菊花性高德美如君子，與梅、蘭、竹並稱為四君子。
在文學作品中，菊花並未出現在《萬葉集》，但在《古今和歌集》、《源氏物語》等中有被提及。在平安時代，農曆九月也被稱為“菊月”；而九月九日亦被稱為“重陽節”、“菊花節”，人們會在這天舉辦飲用“菊花酒”的“菊花宴”，藉此驅邪並祈求長壽。並且菊紋作為吉祥紋樣在服飾中也大受歡迎。
鐮倉時代，後鳥羽天皇特別喜歡菊花並使用其作為自己的個人印章圖案。之後，後深草天皇、龜山天皇、後宇多天皇也繼承了將菊紋作為個人印章圖案的習慣；也從此時起，菊紋——特別是32瓣八重菊花的“十六葉八重菊紋”——作為皇室紋章被確立了下來。
而到了江戶時代，相較於幕府嚴格控制葵紋的使用，菊花紋則相對沒有什麼限制。因而在這個時代，菊花紋開始向一般庶民階層擴散；特別是隨著菊花紋圖案在和菓子和法器等上的使用，導致菊花紋在日本各地流行起來。

## 圖案
菊紋在日本自古以來就用作於公家、武家的家紋，以及店鋪的商標等，因此有著豐富多種的圖案設計及變種。其主要設計依據花瓣數量、花瓣重疊狀況（一重或八重）、花朵前後（出現花蕊為“表菊”而出現花萼則為“裡菊”）， 以及其他情況（凸顯輪廓的“陰菊”、採用菱形而非圓形的“菱菊”、點綴水流紋路的“菊水”、尾形光琳設計的“光琳菊”、半圓形的“割菊”和“半菊”，以及和井筒、井桁、文字、菊葉等物體組合設計的菊紋）而區分。但是根據文獻的不同，對應的描述也有所區別。而在與皇室、皇族相關的紋章上，會特別註明菊紋的花瓣數或葉數（例如太政官佈告採用十六瓣菊紋，而皇室令則採用十六葉菊紋）。
綜上所述，十枚花瓣的菊花紋章稱為“十菊”或“十葉菊”，十二枚花瓣則是“十二菊”或“十二葉菊”；一層花瓣的菊花紋章是“一重菊”，而多層花瓣則稱為“八重菊”或“九重菊”；菊花紋章中心為花蕊的稱之為“表菊”，而出現花萼的則是“里菊”……如果一枚菊花紋章是十六瓣花瓣背面且多重花瓣的話，這枚菊花紋章就可以稱為“十六八重裡菊”或“十六葉八重裡菊”。

十葉表菊
十六葉一重菊
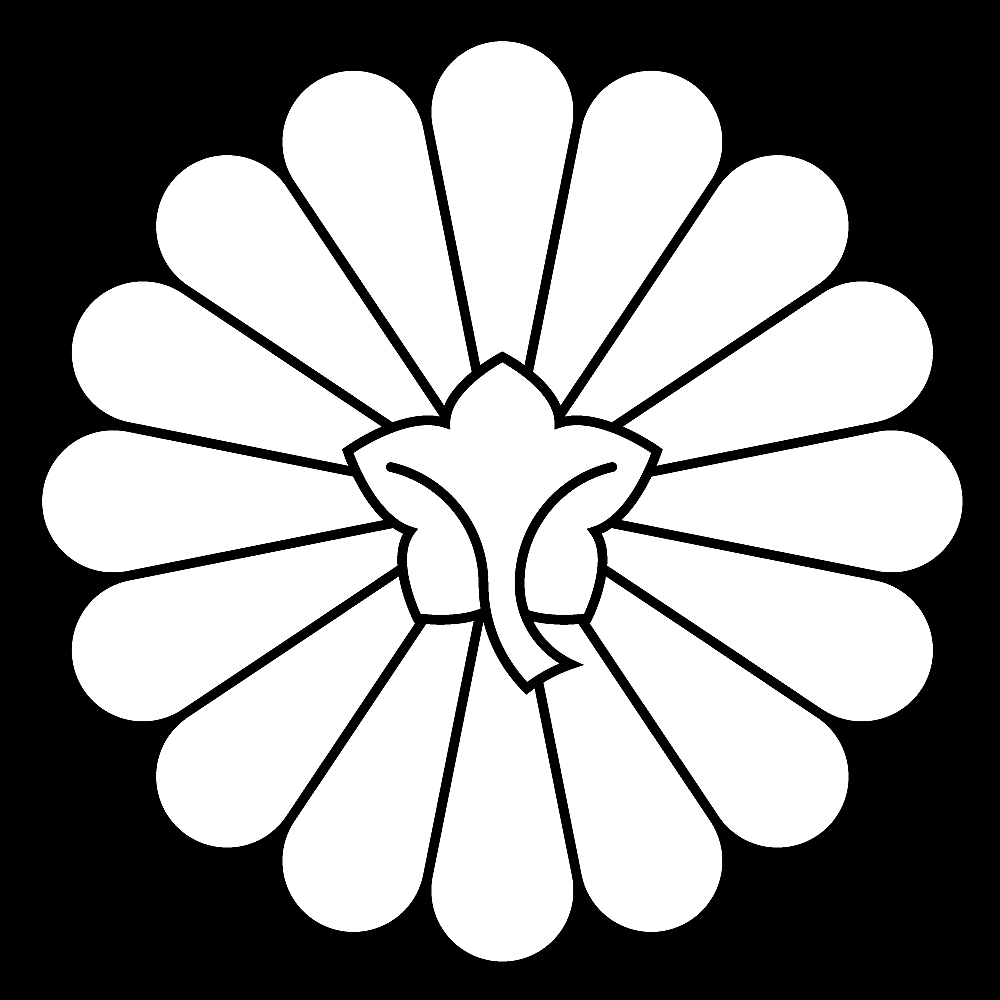
裡菊
陰十四葉菊
菊水
菊一文字

## 日本天皇、皇室及國家機關所用菊紋

規定菊花紋章作為日本皇室紋章的《皇室儀制令》第12條。
（原刊於1926年10月21日出版的《官報》）

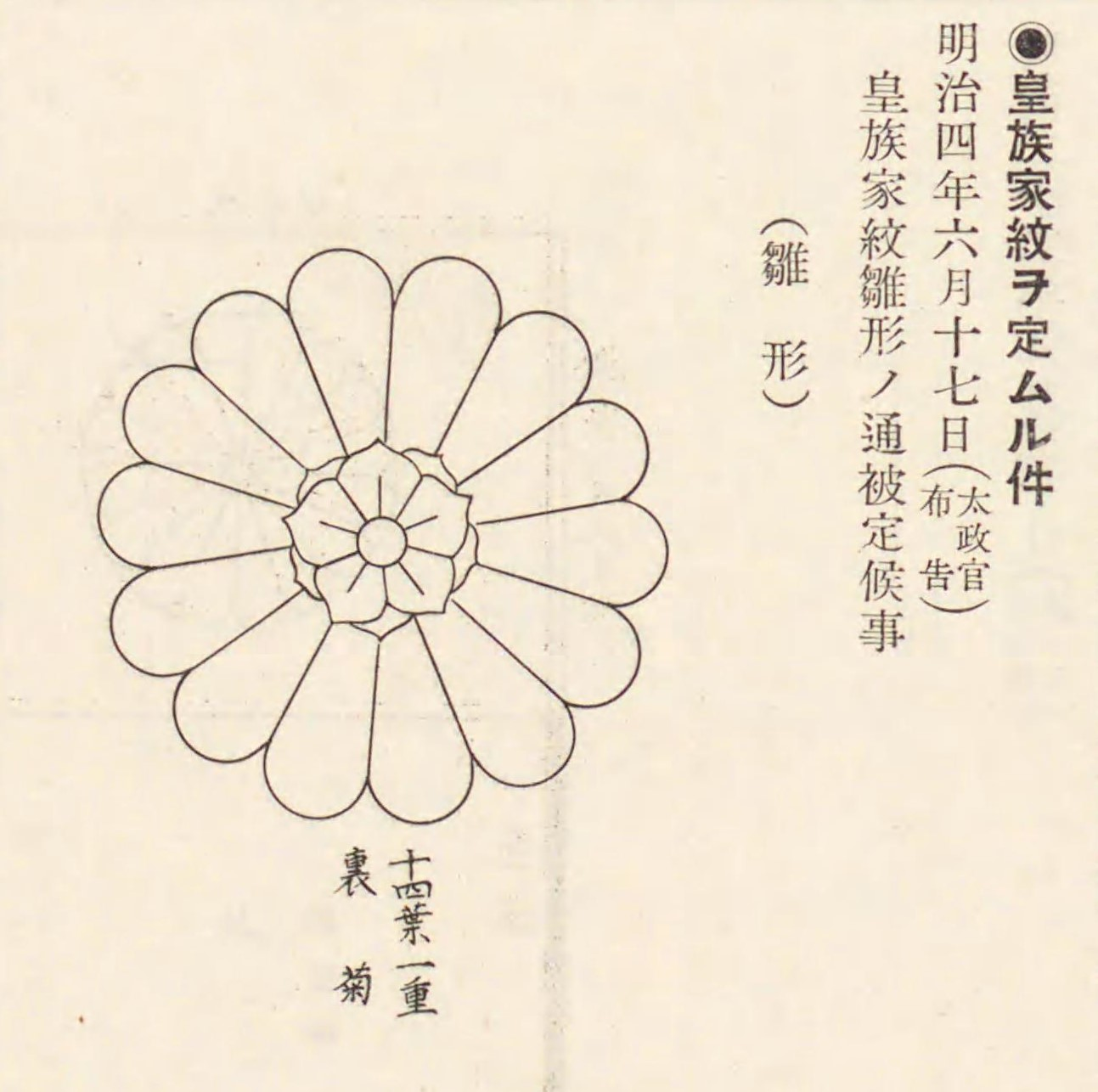
日本皇族的菊花紋章
十四葉一重裡菊

在菊花紋章中，將八重菊圖案化十六葉八重表菊的菊花紋章被規定為日本天皇及皇室的代表紋章；這個菊花紋章也被稱為“菊之御紋”。包括親王在內的日本皇族則由於1869年頒布的太政官佈告而被禁止使用十六葉八重表菊紋章；而隨後根據1926年頒布的《皇室儀制令》（大正15年皇室令第七號）第13條的規定，皇族使用“十四葉一重裡菊”作為其紋章。
而宮家的紋章裡，有的以“十四葉一重裡菊”或“十六葉一重裡菊”為基礎再加上各自獨特的設計（如有棲川宮和伏見宮等），也有的以“十四葉八重表菊”為中心在輔以其他圖案（如秩父宮、三笠宮和久邇宮等）。

### 菊花紋章的發展

#### 第二次世界大戰前
1868年3月2日，日本頒布了在諸藩宮門警衛之時，應在其旗幟、幕布及燈籠上使用菊花紋章的命令。1869年9月30日，《第802號太政官佈告》宣佈規定“十六葉八重表菊”為日本皇室的官方紋章；同時該佈告也禁止親王們使用“十六葉八重表菊”為他們的官方紋章，只允許他們使用十四葉、十五葉及更少花瓣的菊花紋章或使用“裡菊”作為官方紋章。1871年6月17日，《第285號太政官佈告》禁止日本範圍內非皇族身份者使用菊花紋；而同年頒布的《第286號太政官佈告》則規定現用日本皇族菊花紋章的雛形“十四葉一重裏菊”。隨後這些規定在1926年頒布的《皇室儀制令》中第12條和第13條予以正式確認。

### 宮家的菊花紋章

#### 現有宮家

秋篠宮
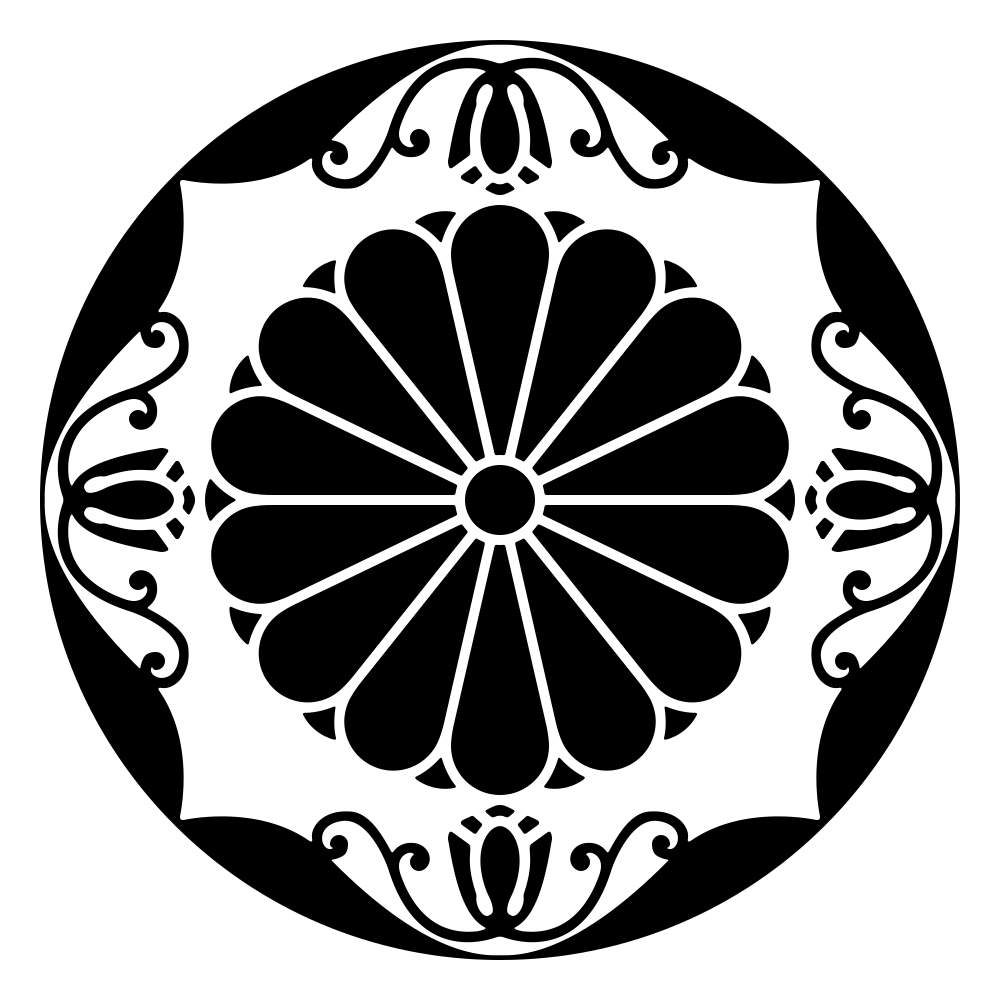
常陸宮
三笠宮
高圓宮

#### 已廢宮家
本段落所列宮家因廢絕或脫離皇籍而已不存在。

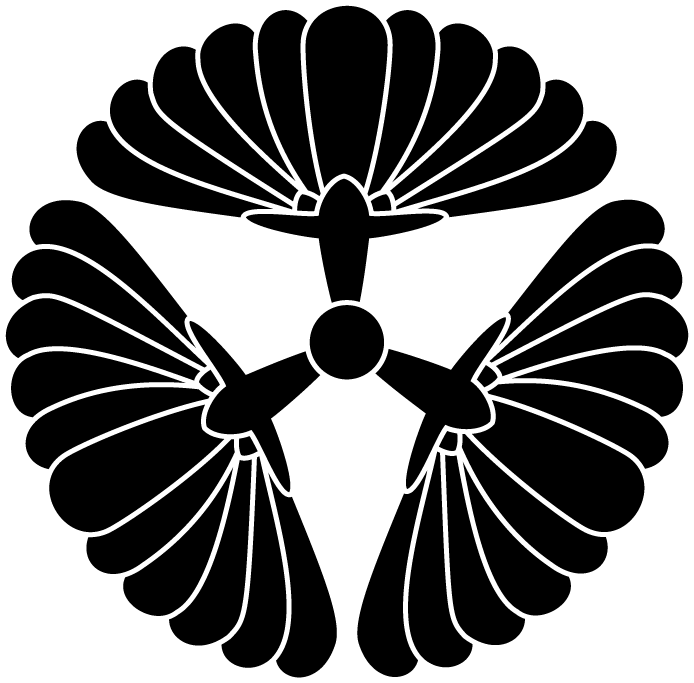
有栖川宮
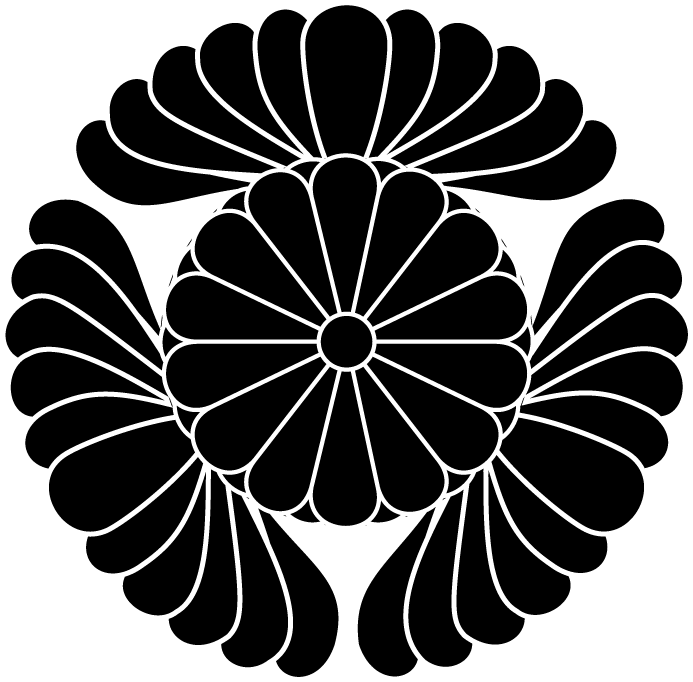
高松宮
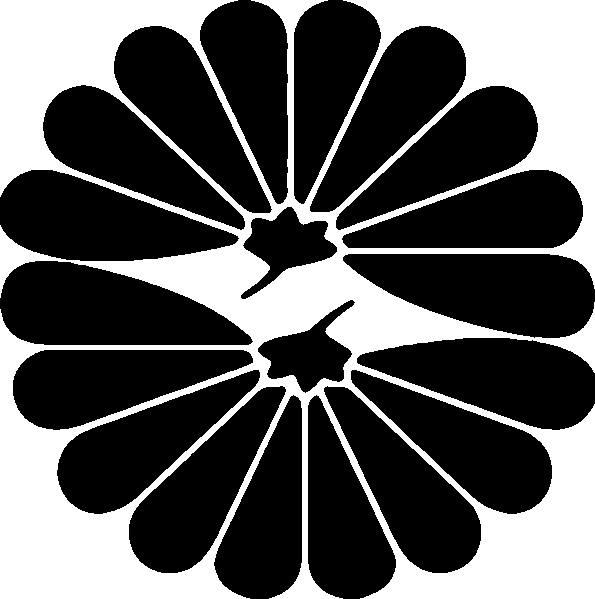
北白川宮
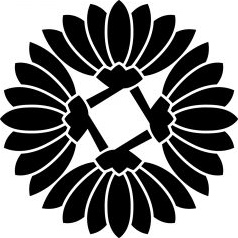
舊·竹田宮

## 日本民間團體所用菊紋
日本自民黨的黨徽即以“陰十四菊”為主體並在菊花中間有“自民”二字的花押字。此外，日本會議的徽章也是“陰十四菊”並在中央綴以櫻花。

### 天台宗的菊紋

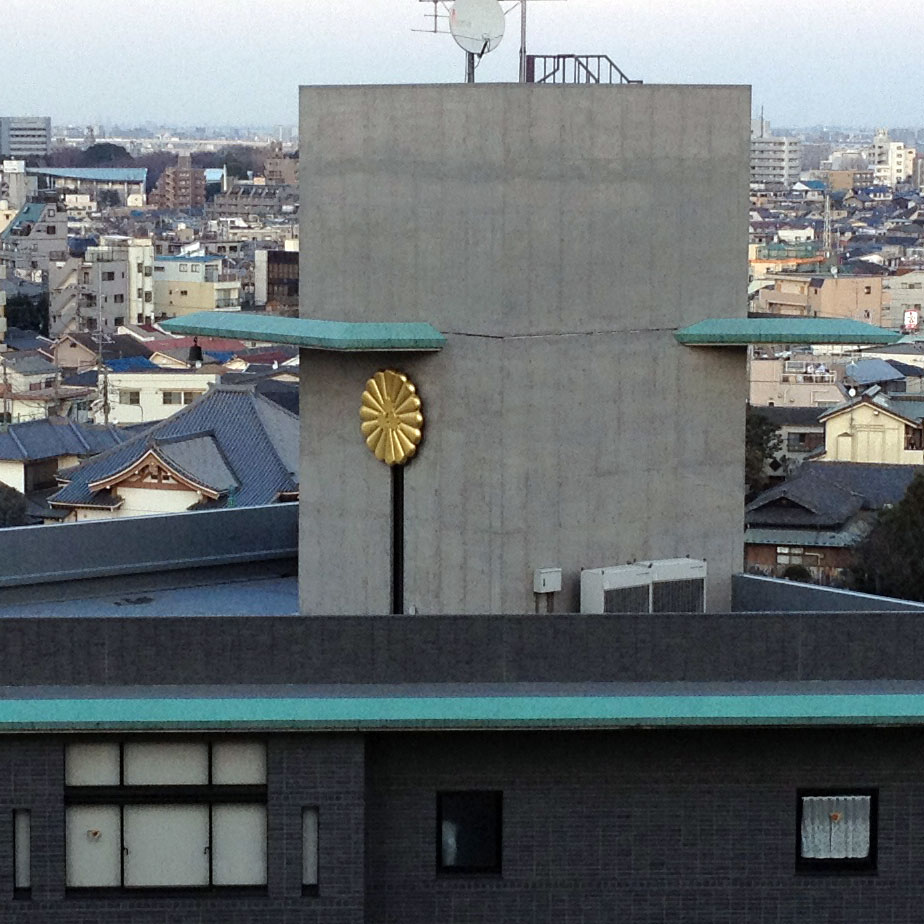
天台宗正法院（東京都豐島區）

作為佛教的一個宗派，日本天台宗以中間綴有三顆星圖案（三諦章）的十六菊為宗門紋章。這三顆星被稱為“三諦星”或“三台星”；此處的“三台”指的是中國古代星座體系裡圍繞天帝的三顆星，而寫為“三諦”的時候又特指天台宗教義裡揭示真諦的空諦、假諦和中諦。
關於天台宗宗門紋章使用代表日本皇室的十六菊則有“天台宗拱衛日本皇室”和“日本皇室使用十六菊菊花紋章的契機源自最澄向桓武天皇所敬獻的菊花”等說法。對於後一種說法，日本的歷史學家普遍認為日本皇室使用菊花紋章是從後鳥羽天皇開始。

## 相關案例

### 皇室及政府

#### 日本皇室與皇族旗幟

天皇旗（日语：天皇旗）
上皇旗
皇后旗、皇太后旗、太皇太后旗、上皇后旗
攝政旗
皇太子旗、皇太孫旗
皇太子妃旗、皇太孫妃旗
皇嗣旗
（除左外）皇族（日语：皇族）旗[4]

#### 其他旗幟

豐島區區旗（基本圖案為區徽）
島本町町旗（基本圖案為町旗）

#### 相關徽章

日本天皇所佩嘉德騎士團紋章
日本上皇所佩金羊毛騎士團紋章
日本上皇所佩大象騎士紋章
豐島區區徽（十二瓣菊花中包含“豐”字）
島本町町徽（菊水）
日本陸、海軍大將授予元帥稱號時所佩戴徽章
日本自民黨黨徽

#### 物品

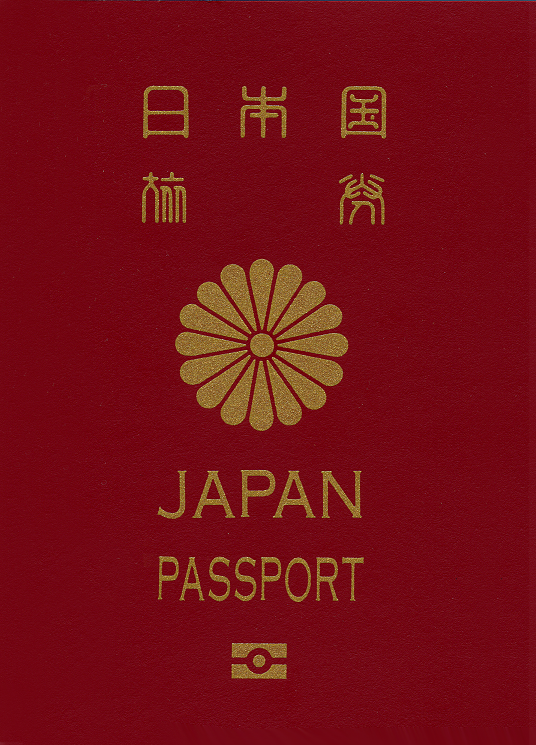
日本國護照封面
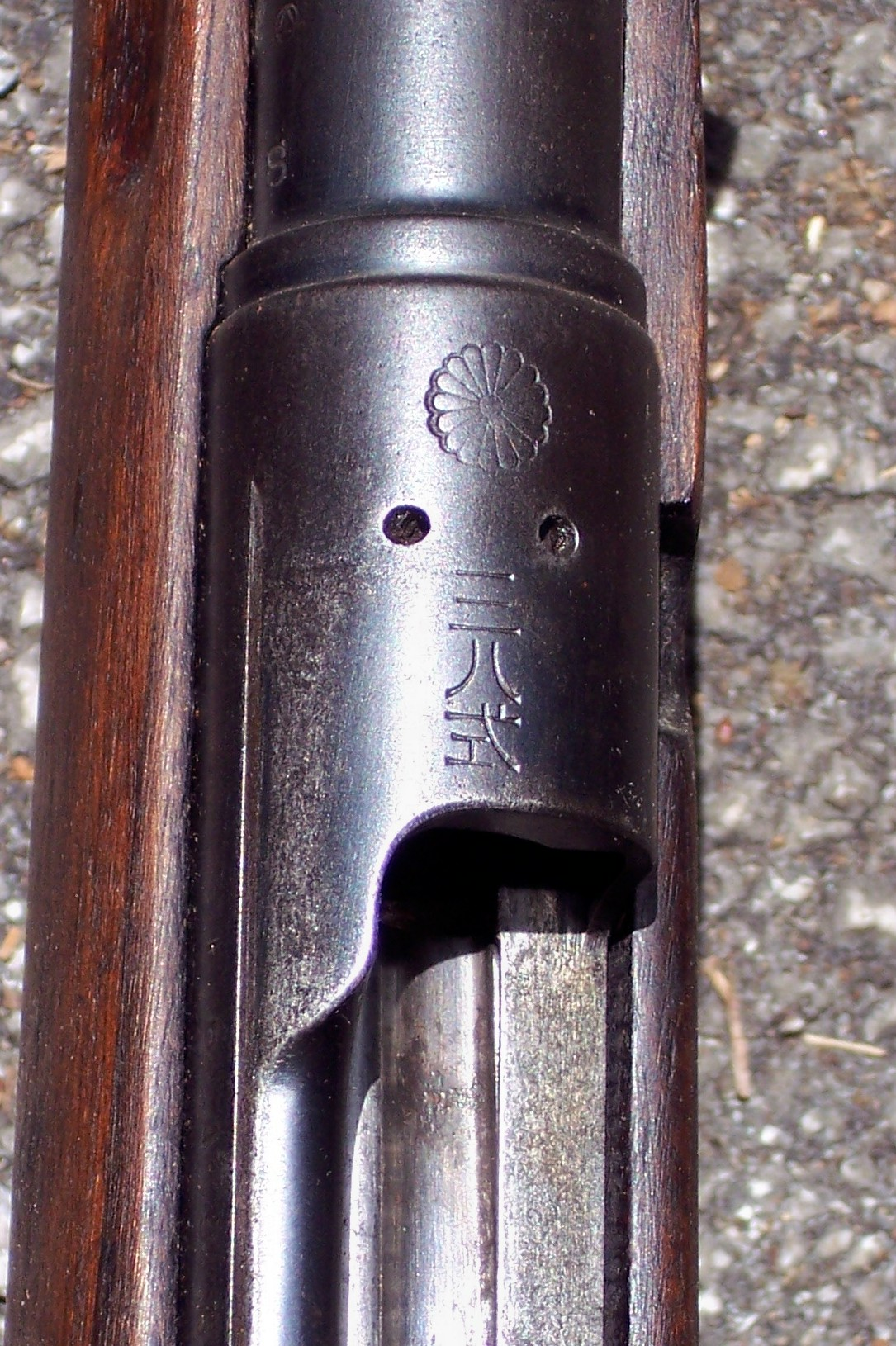
步槍槍身印跡（圖為三八式步槍）
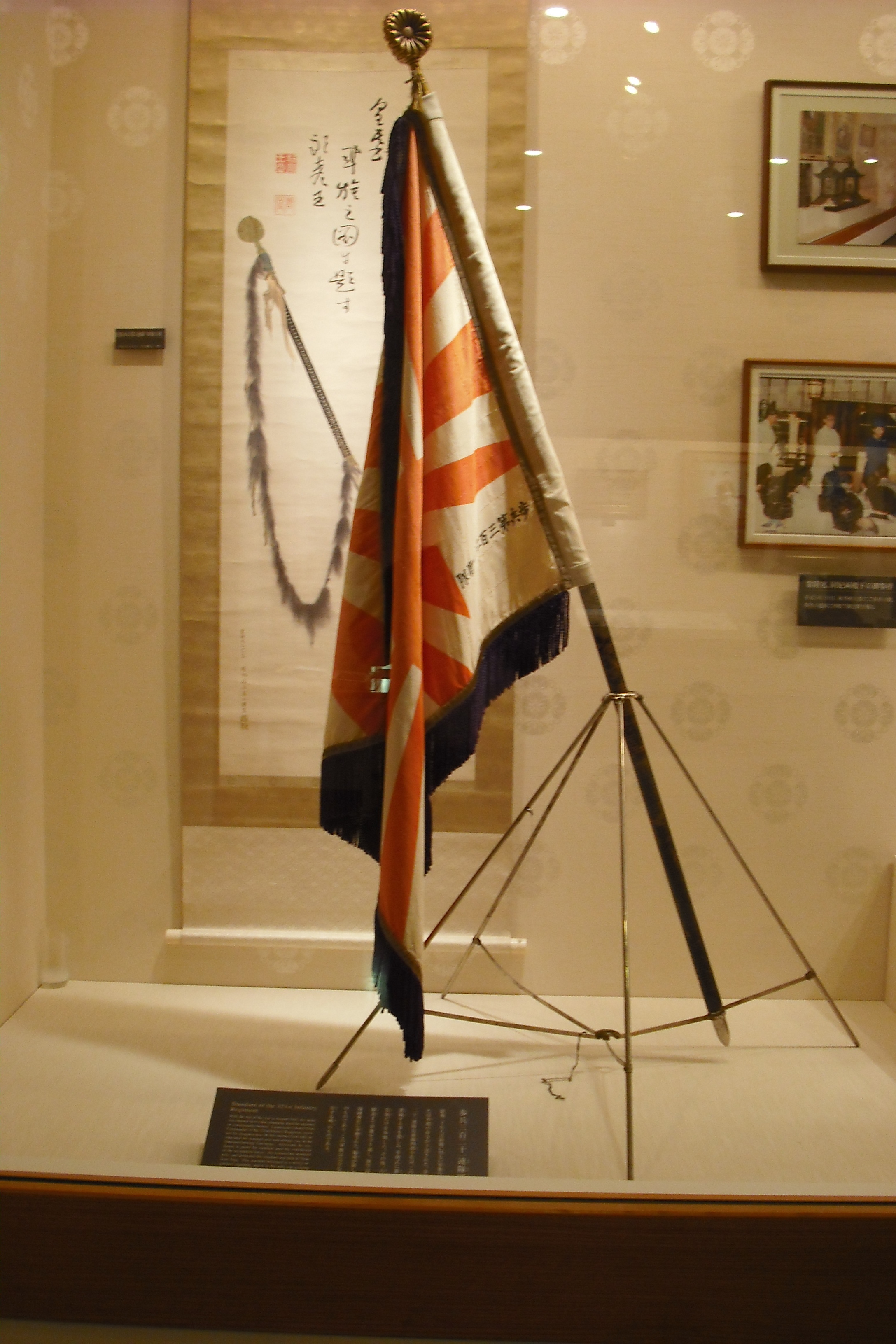
舊日本陸軍步兵聯隊（日语：歩兵連隊）軍旗旗杆飾物（圖為步兵第321聯隊軍旗）
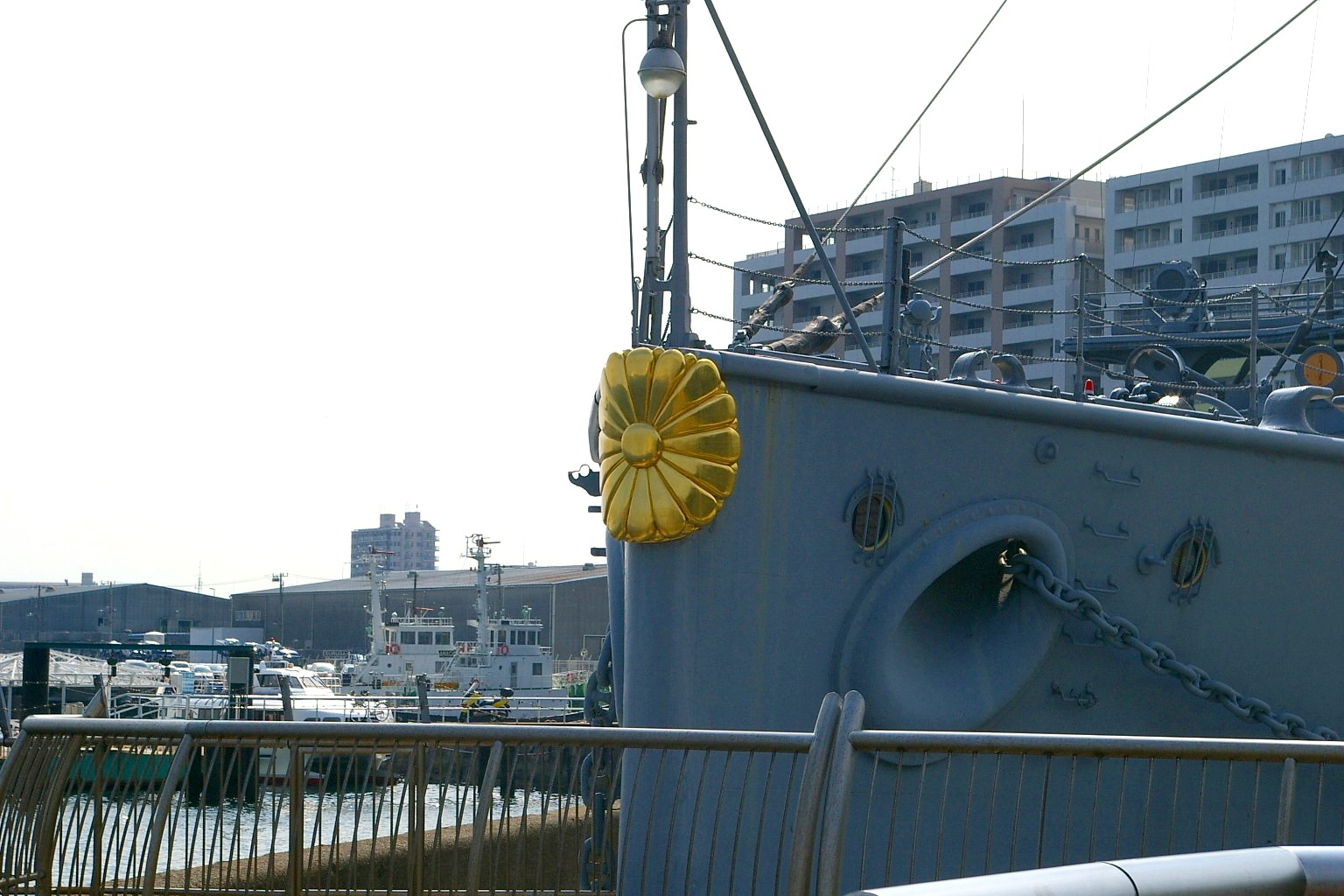
舊日本海軍軍艦艦首（圖為三笠號戰艦艦首）
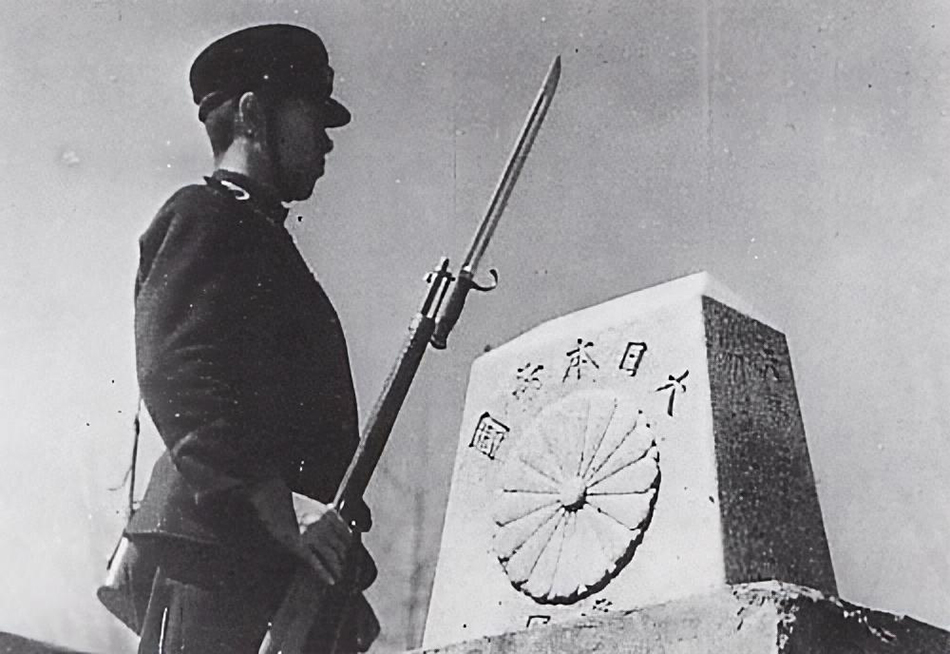
國境界碑標識（日俄庫頁島邊界）
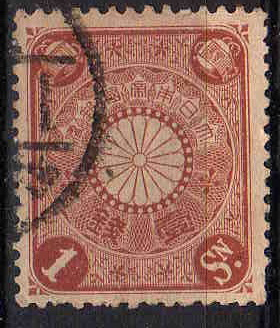
普通郵票範例（圖為明治菊郵票）
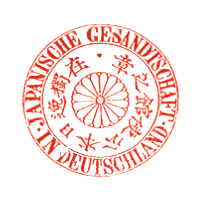
駐外使館印章（圖為明治初期駐德大使館印章）
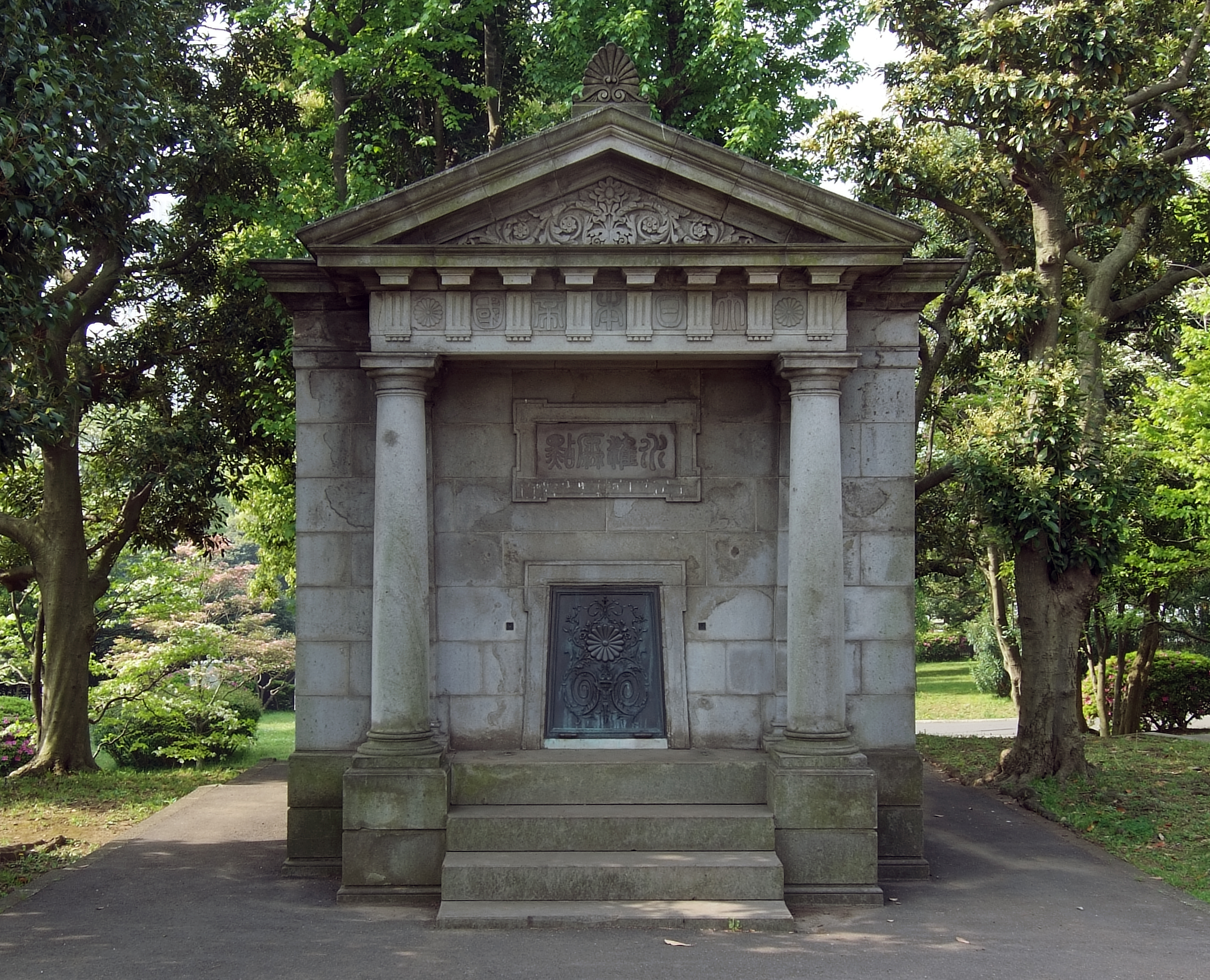
日本水準原點
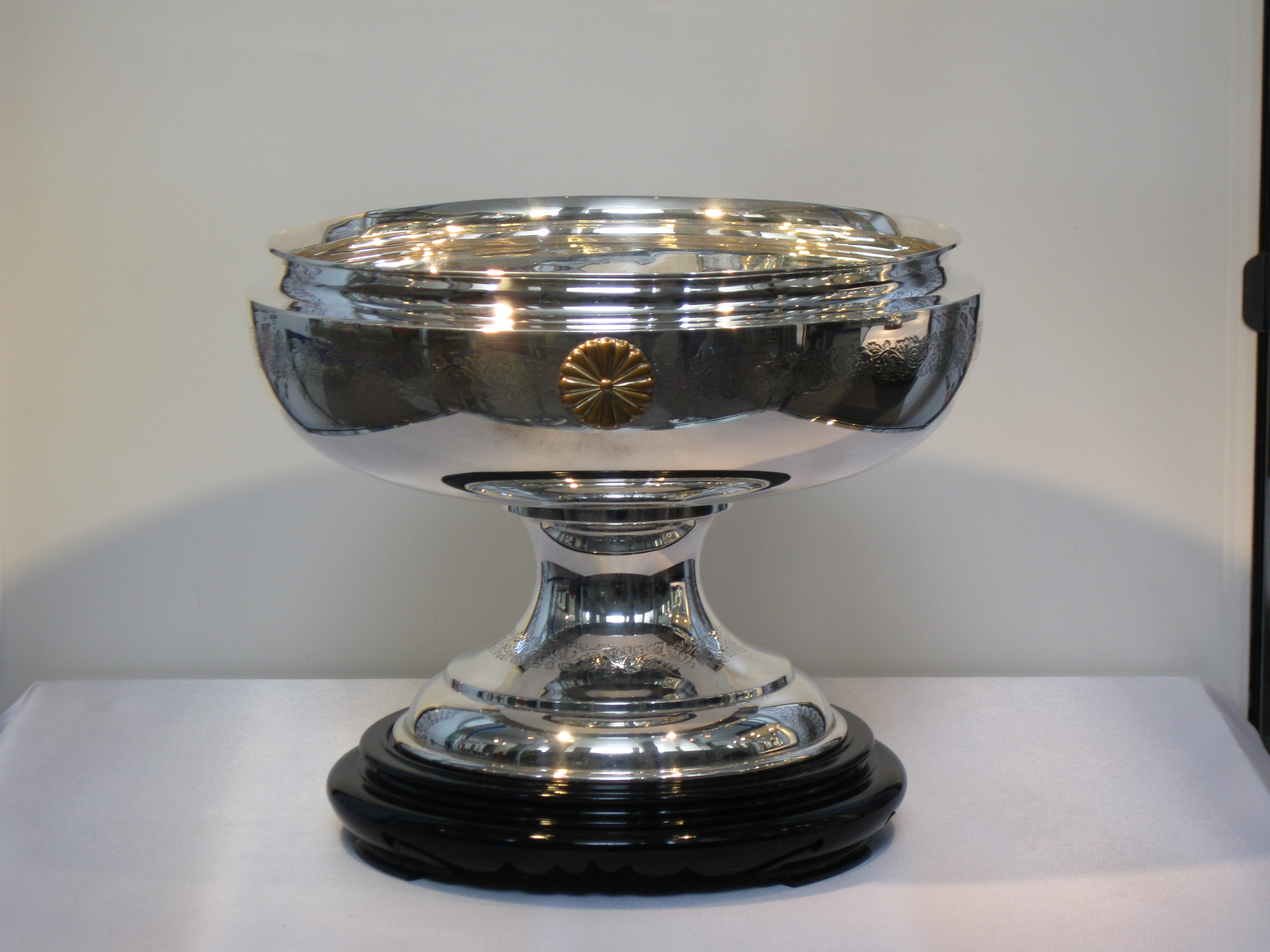
天皇杯
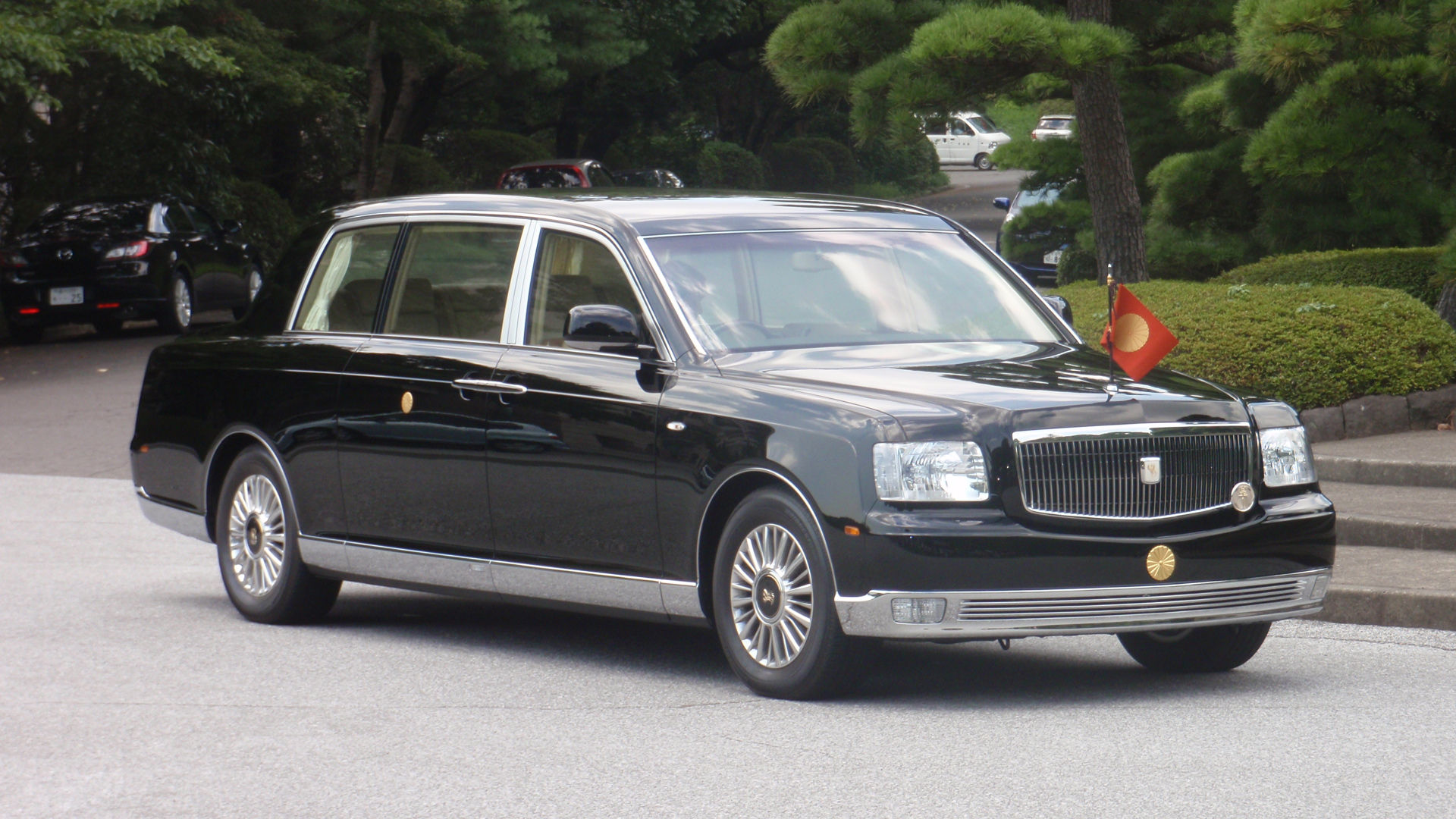
御用車（日语：御料車）
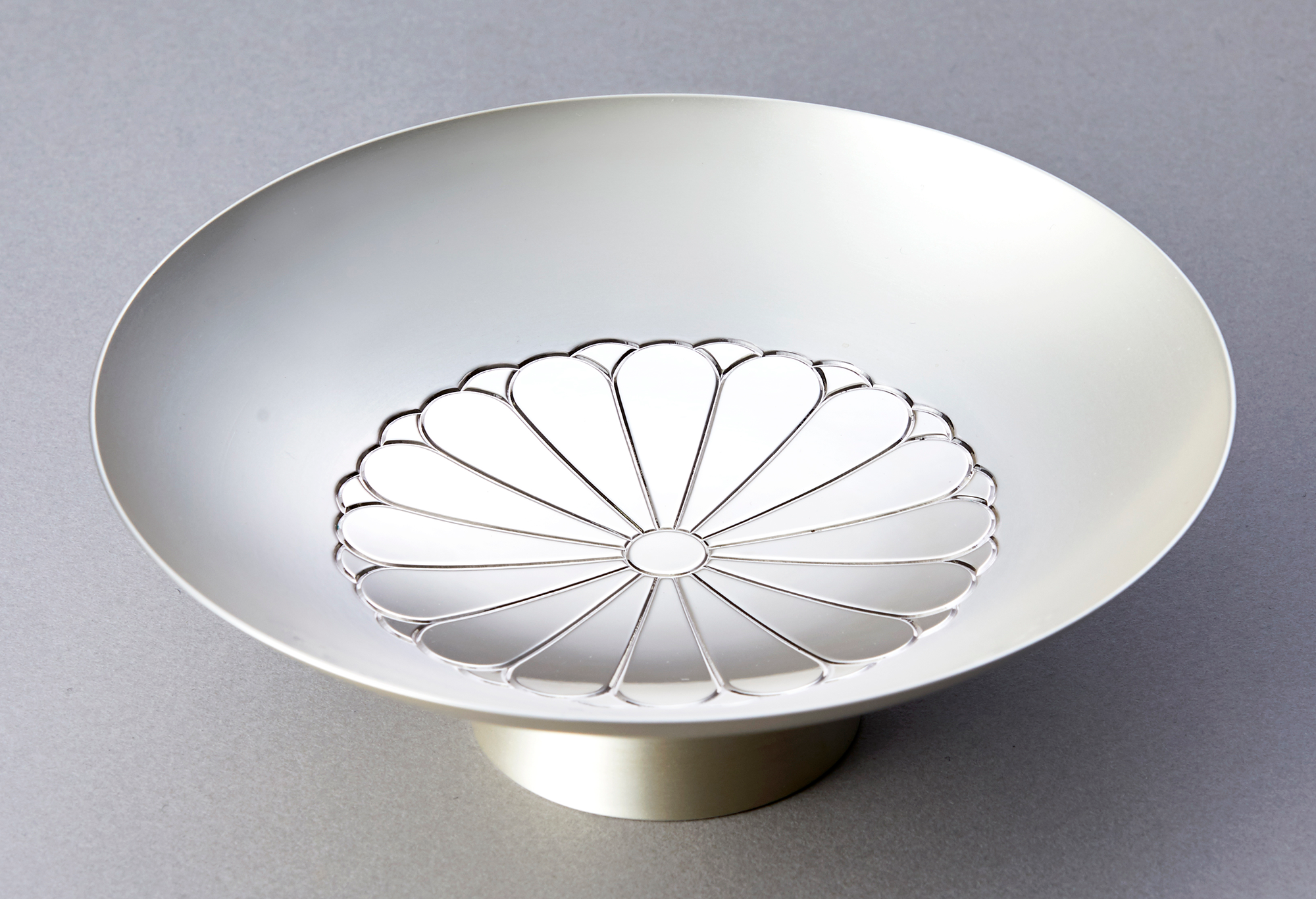
菊紋銀杯（日语：賞杯）
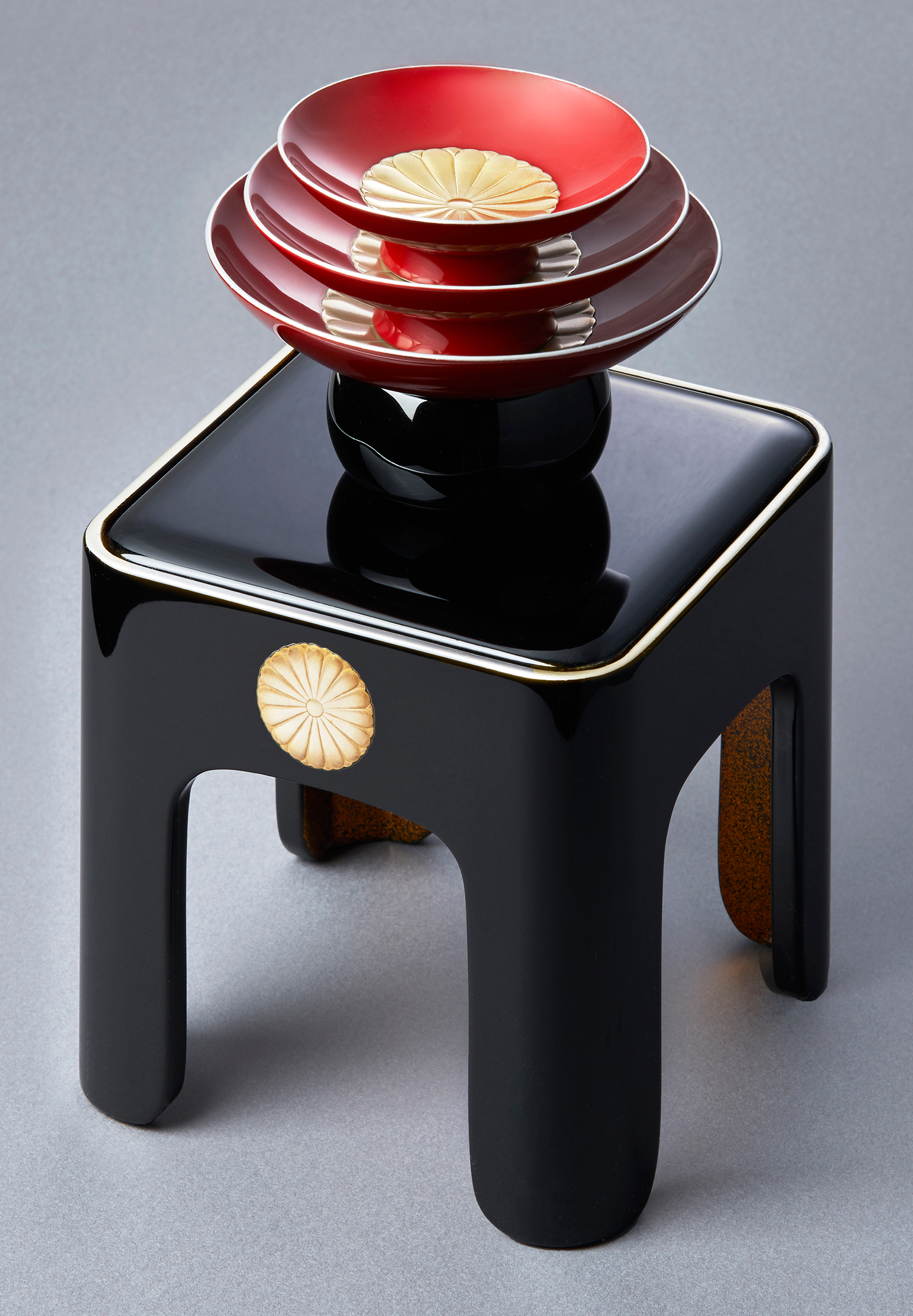
菊紋木杯（日语：賞杯）

### 民間團體等

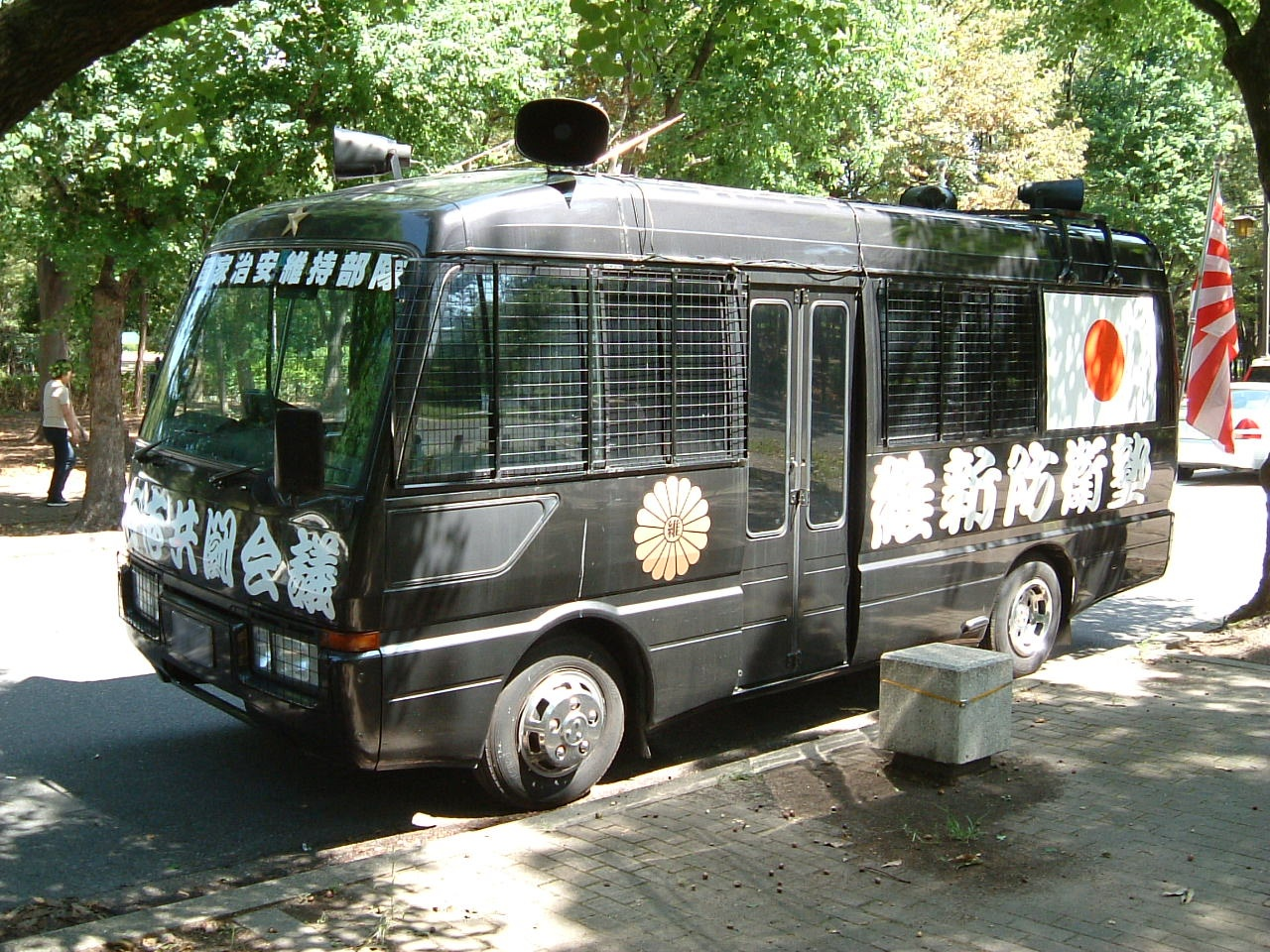
街宣右翼（日语：街宣右翼）
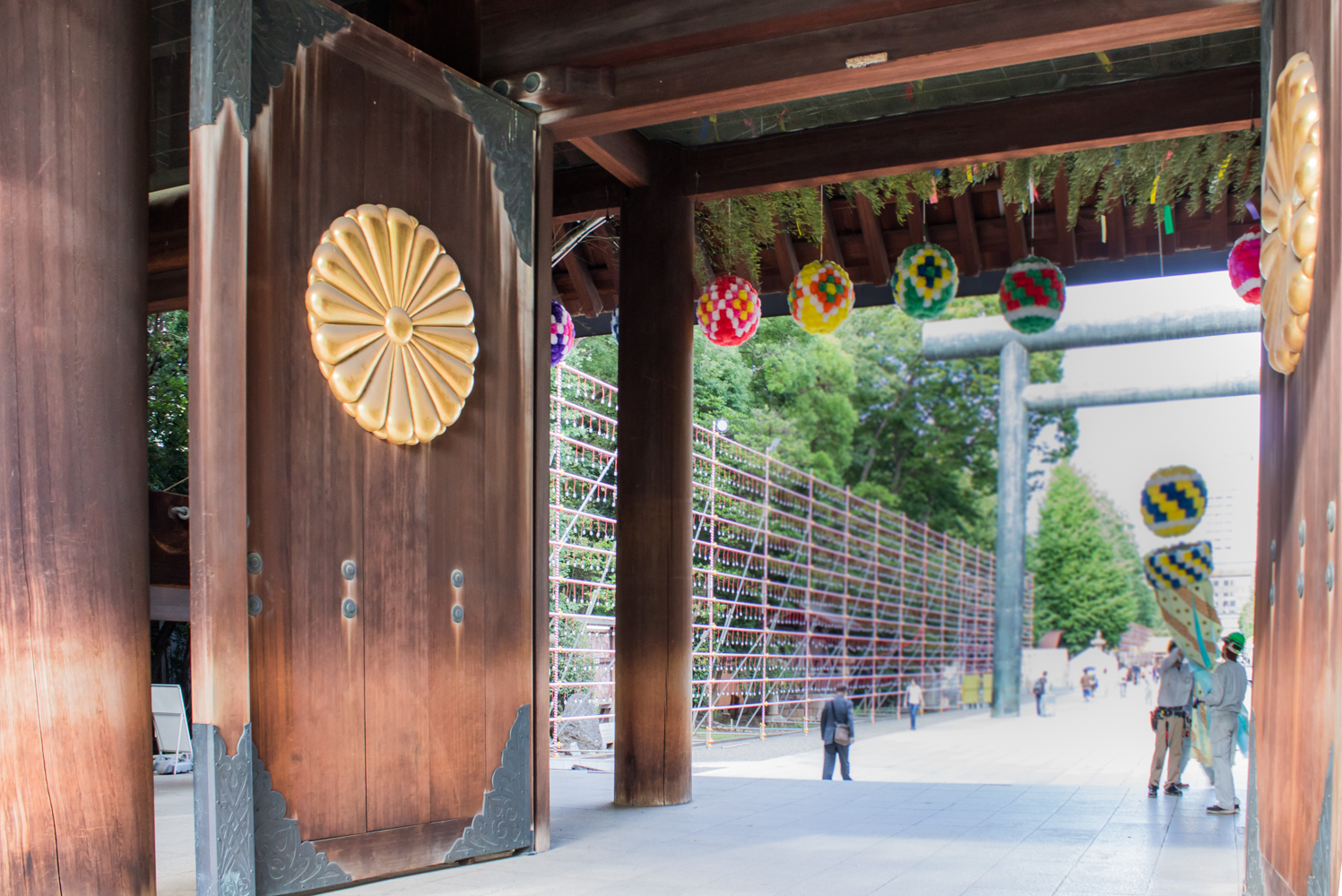
靖国神社神門

### 腳註
1. ↑  神功皇后在公元4世紀結束三韓征伐而抵達豐國企救郡（今福岡縣北九州市門司區）後，建造了後來的企救郡大社。
2. ↑  另有說法是“日本南朝使用‘十六瓣菊’（十六葉一重表菊）作為代表花紋，而北朝（現日本皇室）則使用‘三十二瓣菊’（十六葉八重表菊）作為代表花紋”，但這種說法並沒有確實出處。
3. ↑  由於菊花是頭狀花序，因此準確地說，從花蕊部分看過去應該是筒狀花，而在背面部分看到的花萼為總萼片。
4. ↑  皇室儀制令（大正15年皇室令第7号）第12条「天皇太皇太后皇太后皇后皇太子皇太子妃皇太孫皇太孫妃ノ紋章ハ十六葉八重表菊形トシ（後略）」
5. ↑  皇室儀制令（大正15年皇室令第7号）第13条「親王親王妃内親王王王妃女王ノ紋章ハ十四葉一重裏菊形トシ（後略）」

### 出典
1. ↑  大千烙画坊. . 搜狐. 2018-04-12  [2022-10-13]. （原始内容存档于2022-10-17） （中文（简体））.
2. 1 2  加藤秀幸. . 新人物往来社. 1999  [2022-10-13]. （原始内容存档于2022-10-13） （日语）.
3. ↑  アークシステム (编). . アークシステム株式会社. 1996. ISBN 9784766109535 （日语）.
4. ↑  皇室儀制令（大正15年皇室令第7号）19条では「親王旗親王妃旗内親王旗王旗王妃旗女王旗（後略）」。

## 關聯條目
| - 国徽 - 家紋 - 蓮座狀葉叢 | - 日本國徽 - 家紋列表 - 日本旗幟列表 | - 桐紋 - 菊花禁忌 - 楠木正成 |

## 延伸閱讀
- 河野圭司 (编). . 文林堂. 1892  [2022-10-12]. （原始内容存档于2022-10-16）.
- 太政官佈告（日语：太政官布告・太政官達）（日本法令索引〔明治前期編〕 （页面存档备份，存于））
  - 慶応3年太政官布告第195号 （页面存档备份，存于）
  - 明治2年太政官布告第802号、第803号 （页面存档备份，存于）
  - 明治4年太政官布告第285号、第286号 （页面存档备份，存于）
  - 皇室儀制令（大正15年10月21日皇室令第7号） （页面存档备份，存于）